# H-8 (1992)
H-8 – polski holownik portowo-redowy projektu H-960, zbudowany w Stoczni Remontowej Nauta w Gdyni. Jego bliźniaczą jednostką jest holownik H-6.

## Konstrukcja
Za forpikiem znajdują się trzy pomieszczenia załogi, dwa dwuosobowe oraz jeden przeznaczony dla dwunastu marynarzy oraz pomieszczenie gospodarcze. W przedziale siłowni znajduje się silnik główny oraz trzy zespoły prądotwórcze. Przedostatni przedział kadłuba to magazyn, a ostatni to skrajnik rufowy z maszyną sterową. W nadbudówce mieści się magazyn dziobowy, pomieszczenie dowódcy holownika, jadalnia, kuchnia, magazyn prowiantowy oraz blok sanitarny, służący jednocześnie jako śluza wejściowa podczas działań na skażonym akwenie. Burty kadłuba i dziób osłonięte są odbojnicami i pokryte gumową wykładziną chroniącą przed uszkodzeniem kadłubów dopychanych jednostek.

## Opis
Holownik H-8 to uniwersalny holownik portowo-redowy, przystosowany do prac ratowniczych. Wyposażony jest w działko wodne oraz pneumatyczną łódź. Ponadto w razie potrzeby może pełnić rolę portowego oraz redowego lodołamacza. Jednostka ta przystosowana jest do udziału w akcjach ratowniczych obejmujących awaryjne holowanie jednostki na morzu, gaszenie pożarów oraz osuszanie zatopionych przedziałów. Posiada możliwość przewożenia na krótkich trasach 50 osób na otwartych pokładach.

## Służba
Holownik wprowadzono do służby 19 marca 1993 roku w składzie 3 Flotylli Okrętów w Grupie Jednostek Pływających Dywizjonu Okrętów Wsparcia.
Dowódcą w 2013 roku był kpt. mar. Aleksander Modrzejewski.